# Marta Morazzoni
Marta Morazzoni (Milano, 1950) è una scrittrice e critica teatrale italiana.

## Biografia
Figlia di un imprenditore in macchinari tessili e di una direttrice di un laboratorio di ricami, dopo il liceo classico si laurea presso la facoltà di Filosofia all'Università Statale di Milano. 
Dal 1986 inizia la collaborazione con la casa editrice Longanesi: il suo romanzo d'esordio, La ragazza col turbante, è finalista al Premio Strega ed è tradotto in nove lingue. Analogo successo di critica riscuotono anche i successivi lavori: nel 1988 L'invenzione della verità (Premio Selezione Campiello), nel 1992 Casa materna (Premio selezione Campiello), nel 1997 Il caso Courrier (Premio Campiello).
Si è occupata anche di critica teatrale su riviste specializzate.
Nel 1995 esce per l'editore Corbaccio la sua traduzione di The Gods arrive di Edith Wharton con il titolo Il canto delle muse. 
Ha insegnato lettere presso un istituto tecnico di Gallarate. Ha fatto parte a più riprese (anche con l'incarico presidenziale) della giuria tecnica del Premio Chiara, che ha vinto nel 2019.
Come da lei stessa dichiarato, fondamentale per la sua vocazione di scrittrice è stata la lettura di Cesare Pavese, di Marcel Proust e della narrativa scandinava contemporanea.

## Opere
- La ragazza col turbante, Longanesi, Milano, 1986; Tea, Milano, 1989; Guanda, Parma, 2002; UTET, Torino, 2007
- L'invenzione della verità, Longanesi, Milano, 1988
- Casa materna, Longanesi, Milano, 1992; Tea, Milano, 1994; Guanda, Parma, 2018
- L'estuario, Longanesi, Milano, 1996
- Il caso Courrier, Longanesi, Milano, 1997; Guanda, Parma, 2005
- Una lezione di stile, Longanesi, Milano, 2002
- Un incontro inatteso per il consigliere Goethe, Longanesi, Milano, 2005
- La città del desiderio. Amsterdam, Guanda, Parma, 2006
- (con Oreste Pivetta) In bicicletta nel mondo, fotografie di Carlo Meazza, Varese, Edizioni C.M., 2008
- Trentasette libri e un cane, Filema, Napoli, 2008
- Lezioni svizzere: opere, autori, personaggi letterari, Milano, BookTime, 2008
- La nota segreta, Longanesi, Milano, 2010; Tea, Milano, 2012
- Il fuoco di Jeanne, Guanda, Parma, 2014
- Il dono di Arianna, Guanda, Parma, 2019
- Il rovescio dell'abito, Guanda, Parma, 2022, ISBN 9788823528543

## Riconoscimenti
- 1986 - Premio Procida-Isola di Arturo-Elsa Morante[7] ex aequo per l'opera prima
- 1987 - Premio letterario Racalmare Leonardo Sciascia;[8]
- 1988 - Premio Selezione Campiello;[9]
- 1992 - Premio Selezione Campiello[9] e Premio Letterario Basilicata;[10]
- 1997 - Premio Campiello[9] e Premio dei Lettori Lucca;
- 2001 - Independent Foreign Fiction Prize[11]
- 2010 - Premio Nazionale Rhegium Julii[12] e Premio Letterario Internazionale  “Alessandro Manzoni – Città Di Lecco”[13]
- 2011 - Premio Alassio Centolibri - Un autore per l'Europa; [14]
- 2018 - Premio Fondazione Campiello alla carriera;[9]
- 2019 - Premio Chiara per Il dono di Arianna;[15]